# Sekeletu
Sekeletu (c. 1835 - 1863) fue el rey de Makololo Barotseland en el oeste de Zambia desde alrededor de 1851 hasta su muerte en 1863.

## Biografía
Sekeletu era un hijo del Rey Sebetwane y la Reina Setlutlu. Sucedió a su media hermana Mamochisane, que había decidido dar un paso hacia abajo desde el trono. Fue ella quien lo proclamó nuevo gobernante, contra las ambiciones del medio hermano de Sekeletu mpepe, quien infructuosamente trató de bloquear por insinuar que él no era el hijo legítimo de Sebetwane, ya que la madre de Sekeletu había estado casada previamente a otro jefe.
Parece haber sido muy joven cuando él tomó el poder, como el explorador David Livingstone presume en reunirse con él por primera vez en Linyati en 1853 que era de unos 18 años de edad. Las relaciones de Sekeletu con el explorador parecen haber sido muy bueno, como lo confirma el 27 Makololo que bajo las órdenes de su rey fue con Livingstone con el objetivo de encontrar un camino entre Barotseland y el puerto de Luanda, capital de la África Occidental Portuguesa.
Sus relaciones con otro grupo de misioneros europeos no eran tan buenos. Al igual que Livingstone, éstos eran miembros de la Sociedad Misionera de Londres. Cuando llegaron en 1860, encabezada por Holoway Helmore, fueron tratados con hostilidad. Ocho de los doce miembros de la expedición murieron (Helmore incluido) en Barotseland, posiblemente envenenado, comiendo el regalo de Sekeletu de un buey. Roger e Isabella Price sobrevivieron porque estaban enfermos de malaria y no tenían apetito. Dos de los hijos de Helmore también sobrevivieron. Irónicamente, David Livingstone había dejado suministros de quinina en los alrededores, pero no se lo había dicho a nadie. Sekeletu arregló que el grupo de sobrevivientes fuera guiado al país de la mosca tse-tse y abandonado. Isabella Price murió y fue enterrada en la llanura de Mababe. Roger Price se enteró más tarde de que los guías de Makololo habían desenterrado su cuerpo y lo habían mutilado. Aunque Arthur Tidman, secretario de exteriores de la Sociedad Misionera de Londres, le acusó de ser en parte responsable de la tragedia, David Livingstone rechazó la acusación y publicó su propia versión.
Sekeletu eventualmente demostró ser un gobernante sin éxito, generando descontento entre la Lozi, las personas que tenían antiguamente dominaban la tierra. Cuando contrajo la lepra, Sekeletu ya no confiaba en el Lozi quien sospecha de haberle hechizado como un leproso. Por lo tanto, muchos Lozi fueron puestos a la muerte. Debido a esto, un año después de su muerte el poder de la Makololo se desmoronó y el Lozi recuperó el autogobierno. Sekeletu tuvo dos hijos, los príncipes Litali y Sesane. Los miembros de la tribu de Sekeletu creían que su rey ha muerto a causa de un castigo de Dios.
Su tío Mbololo más tarde tomó la realeza.

## Literatura
- Encyclopædia Britannica, "Sebetwane"
- Centralised Societies - The Luyi (Lozi)